# Ai Shishime
Ai Shishime (25 gennaio 1994) è una judoka giapponese.

## Palmarès
- Mondiali

Budapest 2017: oro nei 52 kg.
Baku 2018: argento nei 52 kg.
Tokyo 2019: bronzo nei 52 kg.
- Campionati asiatici

Tashkent 2016: oro nei 52 kg.
Hong Kong 2017: oro nei 52 kg.
- Universiadi:

Kazan' 2013: bronzo nei 52 kg.

### Vittorie nel circuito IJF
| Data             | Località   | Paese    | Categoria  |
| ---------------- | ---------- | -------- | ---------- |
| 3 luglio 2015    | Ulan Bator | Mongolia | Grand Prix |
| 19 febbraio 2016 | Düsseldorf | Germania | Grand Slam |
| 16 luglio 2016   | Tjumen'    | Russia   | Grand Slam |
| 23 febbraio 2018 | Düsseldorf | Germania | Grand Slam |
| 27 luglio 2018   | Zagabria   | Croazia  | Grand Prix |